# .44 african rimfire
.44 african rimfire — патрон кольцевого воспламенения, разработанный в конце 1890-х годов. Также известен как .44 rimfire express.
Это дешёвый патрон, предназначенный в первую очередь для самообороны от диких африканских животных, из-за чего имел достаточно высокую мощность. Главным образом под данный патрон выпускались дешёвые одно- или двуствольные штуцеры, но встречалось и более дорогое охотничье оружие. В основном выпуск данного патрона был прекращен в 1920—1930-х годах. Однако он всё ещё продолжает выпускаться в небольших количествах, в основном в ЮАР.